# Apheloria luminosa
Apheloria luminosa är en mångfotingart som först beskrevs av Kenyon 1893.  Apheloria luminosa ingår i släktet Apheloria och familjen Xystodesmidae. Inga underarter finns listade i Catalogue of Life.